# Liste der Baudenkmäler in Bliesheim
Die Liste der Baudenkmäler in Bliesheim enthält die denkmalgeschützten Bauwerke auf dem Gebiet von Erftstadt-Bliesheim in Nordrhein-Westfalen (Stand: Juni 2024). Diese Baudenkmäler sind in der Denkmalliste der Stadt Erftstadt eingetragen; Grundlage für die Aufnahme ist das Denkmalschutzgesetz Nordrhein-Westfalen (DSchG NRW).

## Baudenkmäler
Die Liste der Baudenkmäler enthält Sakralbauten, Wohn- und Fachwerkhäuser, historische Gutshöfe und Adelsbauten, Industrieanlagen, Wegekreuze und andere Kleindenkmäler sowie Grabmale und Grabstätten, die eine besondere Bedeutung für die Geschichte Erftstadts haben.
Hinweis: Die Reihenfolge der Denkmäler in dieser Liste entspricht der offiziellen Liste und ist nach Bezeichnung, Ortsteilen und Straßen sortierbar.
| Bild                         | Bezeichnung                                  | Lage                             | Beschreibung | Bauzeit                | Eingetragen seit | Denkmal- nummer |
| ---------------------------- | -------------------------------------------- | -------------------------------- | --- | ---------------------- | ---------------- | --------------- |
| weitere Bilder               | Pfarrkirche St. Lambertus                    | Lambertusstraße 44               | Die dreischiffige Pfeilerbasilika mit Kreuzgratgewölbe und vorgelagertem sechsgeschossigem 54 m hohen Westturm wurde im neuromanischen Stil von Landbaumeister Robert Ferdinand Cremer 1860–1863 erbaut. | 1860–1863              | 10.08.1982       | 008             |
| weitere Bilder               | Vierkanthof und Bildstock                    | Frankenstraße 86                 | Die ehemalige Hofanlage besteht aus einem Fachwerkhaus mit Krüppelwalmdach und Backsteinsockel sowie weiteren Gebäuden und einer Schmiede. Die Gebäude wurden nach der Inschrift über der Tordurchfahrt DEN 4TEN IVNIVS ANNO 1799 im Jahr 1799 errichtet. Der hölzerne Bildstock mit einem farbig gefassten Kruzifix an der Hauswand wurde durch eine Kopie ersetzt, das Original aus der Zeit um 1500 hängt nach der Restaurierung in der Vorhalle der Kirche St. Lambertus. | 1799                   | 10.08.1982       | 009             |
| weitere Bilder               | Haus Buschfeld, Herrenhaus Schloss Buschfeld | Merowingerstraße 1               | Etwas abseits der Straße liegt in einer Parkanlage das barocke Herrenhaus, ein zweigeschossiges, rot gefasstes Backsteingebäude mit Walmdach, das durch Ankerzahlen auf das Jahr 1711 datiert ist. Über dem repräsentativen Eingang an der Längsseite ist ein Wappenstein mit dem Allianzwappen Quadt/Hatzfeld angebracht. Die zur Merowingerstraße gewendete Seite wird durch einen Mittelrisalit mit Walmdach bestimmt. | 1711                   | 10.08.1982       | 016             |
| weitere Bilder               | Haus Buschfeld                               | Merowingerstraße 1               | Eine dreibogige Brücke führt zur großen korbbogigen Einfahrt der ehemaligen Vorburg, die von drei Seiten von einem Wassergraben umschlossen wird. Über der Toreinfahrt wurde das Wappen derer von Quadt als Schlussstein angebracht. An der Südostecke schließt sich ein zweigeschossiges Wohnhaus mit Treppengiebel aus dem 17. Jahrhundert an. Die Hauswand besteht an der Innenseite zum Teil aus Buntsandsteinquadern. Die Gebäude der Vorburg, von denen einige Teile in das 16. Jahrhundert datiert werden, umschließen einen großen quadratischen Innenhof. Der innere Burggraben ist verfüllt, die Insel, auf der das alte Herrenhaus stand, ist verschwunden. Beim Umbau der Gebäude der Vorburg zu einer Wohnanlage wurde der Charakter der alten Anlage erhalten. | 16./17. Jh.            | 10.08.1982       | 016             |
| weitere Bilder               | Haus Buschfeld: Rest des Mühlenrades         | Merowingerstraße 1               | Haus Buschfeld hatte seit 1553 für seine Mühle begrenzte Mahlrechte. Nach dem Verkauf der Mühle im Jahre 1875 blieb sie bis nach dem Zweiten Weltkrieg in Betrieb. In den 1980er Jahren wurde das Areal einschließlich der nach einem Brand nicht wieder restaurierten ruinösen Gebäude verkauft und abgerissen. Ein Teil des Mühlrades blieb erhalten. | 1780                   | 10.08.1982       | 016             |
| Bliesheimer Mühle            | Bliesheimer Mühle                            | Merowingerstraße 115             | Das zweigeschossige Wohnhaus, ein Fachwerkbau mit Walmdach, wurde im 18. Jahrhundert errichtet. Die Eingänge befinden sich an den beiden Traufseiten. Beidseitig des Eingangs sind je zwei Fenster angeordnet, das Obergeschoss hat drei Fenster. Im Innern sind Raumaufteilung und Kölner Decken weitgehend erhalten. Im Anbau des Hauses befindet sich das Mühlenhaus mit einer Vorrichtung zum Aufziehen der Säcke. Bei der Restaurierung in den Jahren von 1989 bis 1993 wurde der das Fachwerk verdeckende Putz abgetragen, das Fundament zu einem großen Teil erneuert und das Dach mit Hohlpfannen gedeckt. Die Gefache wurden wieder mit Lehmfachwerk ausgefüllt, Türen, Fenster und Fußboden erneuert und die Kölner Decken restauriert.                            | 17./18. Jh.            | 12.08.1982       | 023             |
| Lambertushäuschen            | Lambertushäuschen                            | Frankenstraße / Im Höhlchen      | Der etwa 4 m hohe Bildstock aus gelben Ziegeln wurde 1892 errichtet und mit Backstein im Sockel, in der Figurennische und in der Verdachung gestaltet. In der spitzbogigen Figurennische steht eine etwa 1,50 m hohe Figur des heiligen Lambertus mit Bischofsstab in der Linken, die rechte Hand zum Segensgruß erhoben. Das schmiedeeiserne Gitter vor dem Bildstock stammt aus der Erbauungszeit. | 1892                   | 06.02.1987       | 101             |
| Wegekreuz                    | Wegekreuz                                    | Frankenstraße / Am Kreuz         | In einer Umfriedung mit Originalpfosten und original schmiedeeisernen Gittern steht ein etwa 2,50 m hohes Kreuz. Über einem Sockel und einem abgestuften Schaft mit einer Verdachung befinden sich stilisierte Türme, auf denen ein Kreuz mit Korpus steht. Die Inschrift auf dem Schaft ist als Chronogramm gestaltet und ergibt die Jahreszahl 1896. Sie lautet: sIt IesV ChrIstI CrVX In CaeLVM nobIs DVX (sei das Kreuz Jesu Christi unser Führer zum Himmel). Chronogrammauflösung: einmal M = 1000, einmal D = 500, dreimal C = 300, einmal L = 50, zweimal X = 20, viermal V = 20 und sechsmal I = 6 | 1896                   | 28.03.1990       | 128             |
| weitere Bilder               | Ehemaliger Fronhof, Haupthaus                | Frankenstraße 11                 | Das zweigeschossige weiß verputzte Wohnhaus mit Krüppelwalmdach wurde 1783 vom Kölner Stift Mariengraden als Fachwerkbau errichtet. Ein heute verdeckter Inschriftbalken über der Eingangstür enthält ein Chronogramm mit dieser Jahreszahl: ECCLESIA MARIA GRADVANA EXSTRVXIT Die Hofanlage besteht aus Gebäuden verschiedener Bauzeiten. Von den ehemaligen Wassergräben sind noch Reste in der Nähe des Wohnhauses erhalten. | 1783                   | 17.09.1990       | 135             |
| Mariensäule                  | Mariensäule                                  | Lambertusstraße 44               | Auf einem gestuften Podest steht die etwa 5 m hohe Säule aus Rotsandstein, deren Kapitell mit einer Figur der Maria Immaculata bekrönt ist. Die Säule, ein Werk des Bonner Bildhauers Johann Josef Holzem, wurde laut Inschrift im Jahr 1867 von den Eheleuten Wynand gestiftet. Die Inschrift lautet: Heil Maria ohne Sünde empfangen bitte für uns! Errichtet von den Eheleuten Edmund Wynand Agnes Wynand geb. Rüb | 1864                   | 28.08.1990       | 136             |
| weitere Bilder               | 2-geschossiges Fachwerkhaus, um 1880         | Frankenstraße 61                 | Das zweigeschossige Fachwerkhaus hat einen hohen Sockel und eine Freitreppe vor dem Eingang. Seitlich schließt sich ein Wirtschaftstrakt mit großer Durchfahrt an. | um 1880                | 06.12.1990       | 150             |
| 2-geschossiges Backsteinhaus | 2-geschossiges Backsteinhaus                 | Frankenstraße 30                 | Dem zweigeschossigen fast quadratischen Backsteingebäude ist seitlich ein Treppenhaustrakt angefügt. Die Straßenseite wird im Obergeschoss durch einen gestuften Zwerchgiebel betont. Unter- und Obergeschoss werden durch Absetzungen aus hellfarbigen Ziegeln hervorgehoben. Die Fenster des seitlichen Traktes sind im Obergeschoss mit hellfarbigen Ziegeln eingefasst. Im seitlichen Trakt ist ein Buntglasfenster mit Darstellung des Guten Hirten erhalten. In der Eingangstür ist das originale Türblatt noch vorhanden. Über dem Eingang befindet sich im Obergeschoß in einer spitzbogigen Nische eine Figur des heiligen Georg. | 1898                   | 12.06.1991       | 153             |
| Barockes Sandsteinkreuz      | Barockes Sandsteinkreuz                      | Frankenstraße an Hausnummer 5    | Das „Pestkreuz“, ein hoher Sandsteinpfeiler mit Sakramentskonsole, ist direkt an die Hauswand angelehnt. Auf dem Pfeiler steht ein stark verwittertes Kreuz ohne Korpus. | Ende 17. Jh.           | 15.11.1991       | 163             |
| Wegekreuz                    | Wegekreuz                                    | Karolingerstraße                 | Auf einem hochrechteckigen Schaft ist ein überdachter Aufsatz mit Sakramentsnische errichtet, auf dem Dach ein Kreuz mit Korpus. Die Inschrift ist nicht mehr lesbar. Nach Angaben von Peter Simons wurde das Kreuz 1889 von den Eheleuten Winand errichtet. | 1899                   | 05.09.1993       | 192             |
| 2-geschossiges Fachwerkhaus  | 2-geschossiges Fachwerkhaus                  | Frankenstraße 36                 | Das zweigeschossige Fachwerkhaus mit massivem abgesetzten Sockel wurde im 19. Jahrhundert in Ständerbauweise errichtet. | Mitte 19. Jh.          | 06.10.1993       | 193             |
| Friedhof, Friedhofsmauer     | Friedhof, Friedhofsmauer                     | Frankenstraße                    | In die Kirchhofsmauer sind Grabsteine aus dem 17. und 18. Jahrhundert eingelassen. Fast alle Inschriften, die 1990 noch lesbar waren, sind verwittert und nicht mehr zu entziffern. | Grabsteine 17./18. Jh. | 19.10.1993       | 197             |
| 2-geschossiges Fachwerkhaus  | 2-geschossiges Fachwerkhaus                  | Frankenstraße 40                 | Das zweigeschossige Fachwerkhaus mit abgesetztem Sockel ist an der Straßenseite verputzt. An der Giebelseite lag das Fachwerk lange frei, wurde aber bei einer Renovierung mit einer Verkleidung überdeckt. In diesem Zuge wurde auch die alte Mauer vor der seitlichen Eingangstüre abgebrochen und durch einen modernen Zaun ersetzt. | 18. Jh.                | 13.02.1995       | 222             |
| 1-geschossiges Backsteinhaus | 1-geschossiges Backsteinhaus                 | Frankenstraße 31                 | Das eingeschossige Backsteinhaus liegt mit seiner Traufseite an der Frankenstraße. An die an der Ecke Frankenstraße/Bliesgasse liegende Giebelseite schließt sich ein Backsteintrakt mit großer korbbogiger Durchfahrt an. An der Giebelseite ist die Bauzeit 1882 durch Ankerzahlen datiert. | 1882                   | 13.02.1995       | 223             |
| 2-geschossiges Backsteinhaus | 2-geschossiges Backsteinhaus                 | Frankenstraße 42                 | Das ehemalige „Kolonialwarengeschäft“, ein im Jahr 1900 errichtetes zweigeschossiges Backsteingebäude mit abgesetztem Sockel und Walmdach, liegt zwischen den beiden Straßen Frankenstraße und Marienstraße. Die abgeschrägte Ecke des Gebäudes mit dem Ladeneingang betont den Straßenverkauf. Im Erdgeschoss befinden sich korbbogige Schaufenster und ein weiterer Eingang in der Frankenstraße, im Obergeschoss gleichmäßig aufgereihte korbbogige Fenster, alle mit verputzten Gewänden. Über die Fassade verlaufen ein die Geschosse trennendes Gesims und eine gestufte Traufzone. | um 1900                | 13.02.1995       | 224             |
| Wegekreuz                    | Wegekreuz                                    | Marienstraße bei Hausnummer 1    | Das Sandsteinkreuz besteht aus einem hochrechteckigen Schaft mit Inschrift und einem überdachten Aufsatz, darauf ein Kreuz mit gusseisernem Korpus. Das Kreuz wurde 1867 von den Eheleuten Johann Kirchartz und Margarethe geborene Geich errichtet. | 1867                   | 21.06.1995       | 236             |
| Geburtshaus Zimmermann       | Geburtshaus Zimmermann                       | Frankenstraße 111                | Das denkmalgeschützte Haus ist das Geburtshaus des Komponisten Bernd Alois Zimmermann | 19. Jh.                | 04.06.1996       | 260             |
|                              | 2-geschossiges Backsteinhaus                 | Lambertusstraße 47               | Der Eingang des Wohnhauses befindet sich in der Mittelachse der fünf Fensterachsen. Über die Fassade verläuft zwischen Erdgeschoss und Obergeschoss ein Gesims, links neben dem Haus befindet sich eine korbbogige Toreinfahrt. | 19. Jh.                | 07.06.1996       | 265             |
|                              | Fachwerkscheune                              | Frankenstraße 119                | | 18. Jh.                | 10.09.1996       | 267             |
| Alter Kallenhof/Hofwüstung   | Alter Kallenhof/Hofwüstung                   | Kallenhofstraße 6                | Der ehemalige Kallenhof war eine von Wassergräben umgebene Anlage. Das Areal wurde als Bodendenkmal unter Schutz gestellt. Anstelle des ehemaligen Hauses wurde 1869 ein neues Wohnhaus aus Backstein errichtet, das heute dem Forstamt Ville gehört. | heutiges Haus 1869     | 03.03.1998       | 299             |
| Neuer Kallenhof              | Neuer Kallenhof                              | Kallenhofstraße 1 / Weiherstraße | Das zweigeschossige Fachwerkhaus, dessen Giebel in Backstein erneuert ist, wurde 1819 von den Eheleuten Johann Geicht und Clara Hommelsheim errichtet, wie der Inschriftbalken an der Traufseite des Gebäudes belegt. Durch Beschluss des Gemeinderates wurde die Bezeichnung Kallenhof in den 1930er Jahren auf das Anwesen Kallenhofstraße 1 übertragen. | 1819                   | 03.03.1998       | 300             |
|                              | Wehr- und Schleusenanlage Bliesheimer Mühle  | Merowingerstraße 115a            | | 1932 erneuert          | 01.04.2009       | 365             |

## Belege
1. ↑  Denkmalliste der Stadt Erftstadt, übermittelt durch die Untere Denkmalbehörde Erftstadt
2. ↑  Frank Bartsch, Dieter Hoffsümmer, Hanna Stommel: Denkmäler in Erftstadt. Erftstadt 1998. Kap. 6.7 Haus Buschfeld
3. ↑  Dieter Hoffsümmer,  Paul Zurmann: Bliesheim Mühle. In: Frank Bartsch, Dieter Hoffsümmer, Hanna Stommel: Denkmäler in Erftstadt. Erftstadt 1998, Kapitel 3.4.
4. ↑  Frank Bartsch: Bliesheim Fronhof. In: Frank Bartsch, Dieter Hoffsümmer, Hanna Stommel: Denkmäler in Erftstadt. Erftstadt 1998, Kapitel 3.3.
5. ↑  Peter Simons: Bliesheim. Euskirchen 1936, S. 96.
6. ↑  Bernhard Wißmann: Alte christliche Grabmäler in Erftstadt. (1. Teil) In: Jahrbuch der Stadt Erftstadt 1992. S. 49–53 (Bliesheim)
7. ↑  Frank Bartsch: 100 Jahre Kolonialwaren Diderich. In: Jahrbuch der Stadt Erftstadt 2000. S. 89–92.
8. ↑  Peter Simons: Bliesheim. Euskirchen 1936, S. 63–65.